# Kővirágok Énekiskola
A Kővirágok Énekiskola egy budapesti székhelyű, fiatalok komplex zenei és színpadi képzésével foglalkozó magániskola, amelyet 2006-ban alapított Kővári Judit.
Az iskolában 11 éves kortól, felső korhatár nélkül foglalkoznak diákokkal 4 különböző fókuszú képzésben.

## Történet
Kővári Judit az alapítást megelőzően színészi karrierje mellett évekig tanított a Színház- és Filmművészeti Egyetemen hangképző tanárként. Tapasztalatai alapján felismerte, hogy a fiatalok számára hiányzik egy olyan oktatási forma, amely komplex módon fejleszti az énekes-színészi készségeket. E felismerés nyomán hozta létre a Kővirágok Énekiskolát.
A név eredete Kővári Judit becenevéből, a "Kővirág"-ból ered, melyet egyik színészkollégája alkotott meg. A tanítványokat a későbbiekben „Kővirágokként” emlegették, az iskola pedig hivatalosan is felvette ezt a nevet.

## A képzésről
Az iskola intenzív képzést kínál musical vagy könnyűzene szakon a 15-25 éves korosztálynak. Ezen belül a diákok komplex készségfejlesztésben vesznek részt. Egyéni hangképzés, tánc és showkórus órák mellett zenés-, színészmesterség és pop gyakorlat órákon sajátítják el az egészséges beszédszintű hangképzés, a hiteles színpadi kifejezés és a magabiztos jelenlét alapjait. A képzésen végzett diákok közül nagyon sokan kapnak főszerepeket színházakban, szinkorszínészként vagy érnek el sikereket tv-s tehetségkutatókban.
A 11-15 év közöttiek és a 25 év felettiek számára az iskola kevésbé intenzív, életkornak és érdeklődési körnek megfelelő programot kínál. Az Ifjúsági stúdióban a diákok játékos módon fejlesztik énektudásukat, kommunikációs készségüket és önbizalmukat. A felnőtt stúdióban a felszabadult közös alkotás van a középpontban.

## Eredmények
Az iskola végzett diákjai közül sokan szerepelnek színházakban és tv műsorokban, többek között:
Madách Színház: Baranyi Hanna, Borbély Richárd, Eszlári Judit, Horváth Mónika, Jenővári Miklós, Kardffy Aisha, Mezey Diána, Muri Enikő, Zámbó Brigitta 
Budapesti Operettszínház: Borbély Richárd, Czuczor Dávid, Danó Dorka, Farkas Zoltán, Jámbor Dorottya Rebeka, Kardffy Aisha, Kálmán Petra, Keszthelyi Gábor, Lőrinczi Laura, Nagy Alma Virág, Rácz-Almási Vivien, Szabó Bettina Melinda, Szentmártoni Norman, Vanya Noémi
Erkel Színház: Boda Péter, Brasch Bence, Pásztor Virág, Szabó Flóra
Sztárban Sztár Leszek! Nagy Alexa (2023); Engel-Iván Lili (2023); Bányai Noémi (2023); Szentmártoni Norman (2023); Bari Laci (2022); László Attila (2022); Gábor Márkó (2021); Venczli Zóra (2021)
X-faktor: Borbély Richárd (2014); Szikszai Péter (2013, By the way együttes); Kvaka Andrea (2012); Muri Enikő (2011); Vastag Tamás (2010)
Emellett számos budapesti és vidéki színházban (pl.: Magyar Színház, Miskolci Nemzeti Színház) vannak végzett diákok. Továbbá a diákok rendszeresen nyernek felvételt hazai és külföldi művészeti felsőoktatási intézményekbe is.